# Zapp III
Zapp III è il terzo album in studio del gruppo musicale statunitense Zapp, pubblicato nel 1983.

## Tracce
1. Heartbreaker – 7:30
2. I Can Make You Dance – 9:01
3. Play Some Blues – 5:45
4. Spend My Whole Life – 4:07
5. We Need The Buck – 5:43
6. Tut-Tut (Jazz) – 5:15
7. Doo Wa Ditty (live) – 1:00